# Bluetown-Iglesia Antigua
Bluetown-Iglesia Antigua és una concentració de població designada pel cens dels Estats Units a l'estat de Texas. Segons el cens del 2000 tenia 692 habitants.

## Demografia
Segons el cens del 2000, Bluetown-Iglesia Antigua tenia 692 habitants, 163 habitatges, i 149 famílies. La densitat de població era de 52,5 habitants per km².
Dels 163 habitatges en un 55,2% hi vivien nens de menys de 18 anys, en un 72,4% hi vivien parelles casades, en un 15,3% dones solteres, i en un 8% no eren unitats familiars. En el 6,7% dels habitatges hi vivien persones soles el 4,9% de les quals corresponia a persones de 65 anys o més que vivien soles. El nombre mitjà de persones vivint en cada habitatge era de 4,25 i el nombre mitjà de persones que vivien en cada família era de 4,44.
Per edats la població es repartia de la següent manera: un 35,4% tenia menys de 18 anys, un 12,6% entre 18 i 24, un 24,1% entre 25 i 44, un 17,3% de 45 a 60 i un 10,5% 65 anys o més.
L'edat mediana era de 26 anys. Per cada 100 dones de 18 o més anys hi havia 91 homes.
Entorn del 42,7% de les famílies i el 47% de la població estaven per davall del llindar de pobresa.